# Dušan Vlahović
Dušan Vlahović (serbisk kyrilliska: Душан Влаховић), född 28 januari 2000 i Belgrad, är en serbisk fotbollsspelare som spelar för Juventus. Han representerar även det serbiska landslaget.

## Klubbkarriär
Den 28 januari 2022 värvades Vlahović av Juventus, där han skrev på ett 4,5-årskontrakt.

## Landslagskarriär
I november 2022 blev Vlahović uttagen i Serbiens trupp till VM 2022.